# Nyodes diffusa
Nyodes diffusa är en fjärilsart som beskrevs av François Louis Nompar de Caumont de Laporte 1973. Nyodes diffusa ingår i släktet Nyodes och familjen nattflyn. Inga underarter finns listade i Catalogue of Life.